# Virág Németh
Virág Németh (* 19. Juni 1985 in Zalaegerszeg) ist eine ehemalige ungarische Tennisspielerin.

## Karriere
Virág Németh gewann während ihre Karriere acht Einzel- und fünf Doppeltitel des ITF Women’s Circuit. Auf der WTA Tour erreichte sie 2004 das Finale in Budapest mit Ágnes Szávay, das sie gegen Petra Mandula/Barbara Schett mit 3:6 und 2:6 verlor.
2005 und 2006 spielte sie für die ungarische Fed-Cup-Mannschaft, sie gewann vier ihrer acht Einsätze.

## Erfolge

### Einzel

#### Turniersiege
| Nr. | Datum          | Turnier   | Kategorie   | Belag             | Finalgegnerin               | Ergebnis       |
| --- | -------------- | --------- | ----------- | ----------------- | --------------------------- | -------------- |
| 1.  | Februar 2002   | Bergamo   | ITF $10.000 | Hartplatz (Halle) | Alberta Brianti             | 7:5, 5:7, 7:6  |
| 2.  | April 2002     | Tarent    | ITF $25.000 | Sand              | Rosa María Andrés Rodríguez | 6:3, 6:74, 6:1 |
| 3.  | Mai 2003       | Pula      | ITF $10.000 | Sand              | Lucie Hradecká              | 4:6, 6:0, 6:1  |
| 4.  | September 2004 | Sofia     | ITF $25.000 | Sand              | Zuzana Kučová               | 5:1 Aufgabe    |
| 5.  | Oktober 2004   | Belgrad   | ITF $25.000 | Sand              | Jekaterina Bytschkowa       | 2:6, 6:2, 6:2  |
| 6.  | Oktober 2004   | Istanbul  | ITF $25.000 | Hartplatz (Halle) | İpek Şenoğlu                | 7:5, 6:4       |
| 7.  | Mai 2006       | Győr      | ITF $10.000 | Sand              | Antonia Xenia Tout          | 6:2, 6:3       |
| 8.  | Juli 2009      | Prokuplje | ITF $10.000 | Sand              | Karolina Jovanović          | 6:4, 2:6, 7:5  |

### Doppel

#### Turniersiege
| Nr. | Datum          | Turnier   | Kategorie   | Belag | Partnerin       | Finalgegnerinnen                    | Ergebnis         |
| --- | -------------- | --------- | ----------- | ----- | --------------- | ----------------------------------- | ---------------- |
| 1.  | September 2004 | Sofia     | ITF $25.000 | Sand  | Kyra Nagy       | Gabriela Nuculescu Sandra Záhlavová | 2:6, 6:2, 7:5    |
| 2.  | November 2004  | Deauville | ITF $50.000 | Sand  | Tzipora Obziler | Vanessa Henke Květa Peschke         | 6:4, 6:1         |
| 3.  | Mai 2006       | Győr      | ITF $10.000 | Sand  | Csilla Borsányi | Nikola Vajdová Patrícia Verešová    | 6:4, 6:4         |
| 4.  | Juni 2008      | Budapest  | ITF $10.000 | Sand  | Shona Lee       | Palma Kiraly Monika Kochanová       | 6:2, 6:2         |
| 5.  | September 2009 | Budapest  | ITF $10.000 | Sand  | Réka Luca Jani  | Jana Jandová Lucie Kriegsmannová    | 4:6, 6:3, [10:6] |

#### Finalteilnahmen
| Nr. | Datum    | Turnier  | Kategorie   | Belag | Partnerin    | Siegerinnen                  | Ergebnis |
| --- | -------- | -------- | ----------- | ----- | ------------ | ---------------------------- | -------- |
| 1.  | Mai 2004 | Budapest | WTA Tier IV | Sand  | Ágnes Szávay | Petra Mandula Barbara Schett | 3:6, 2:6 |